# Tandpasta

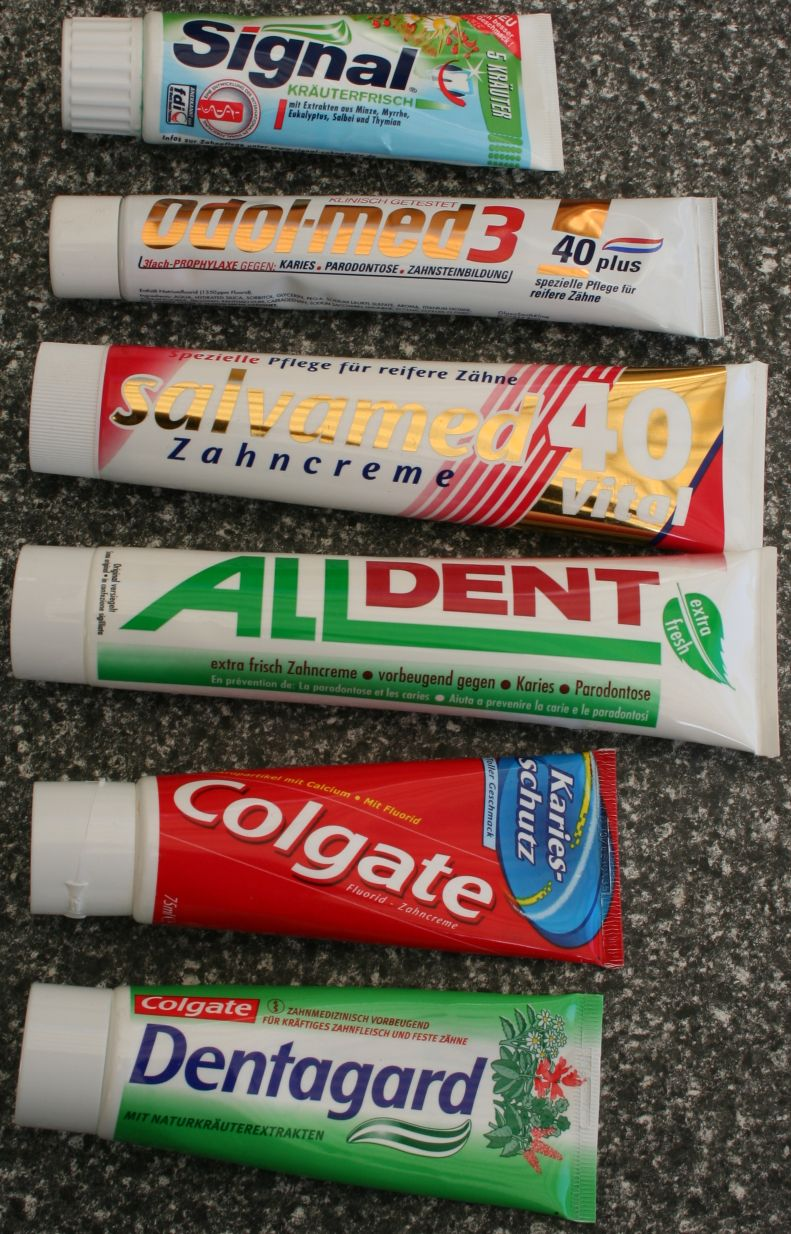
Verschillende tubes tandpasta

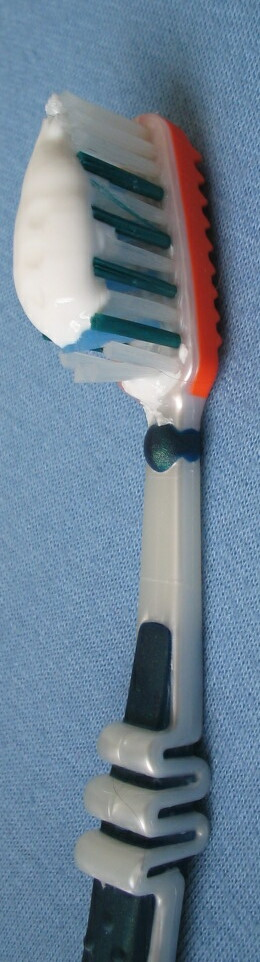
Een tandenborstel met tandpasta

Tandpasta is een product waarmee de tanden gepoetst kunnen worden. Dit wordt gedaan om de mondhygiëne te optimaliseren en te behouden. Uit onderzoek blijkt dat tandpasta niet bijdraagt aan de effectiviteit van tandenpoetsen tegen plaque.

## Oorsprong
In vroegere tijden poetsten mensen ook al hun tanden, maar niet met tandpasta en een tandenborstel. Men deed dit met een takje van een geneeskrachtige boom of plant. Ook zout werd wel gebruikt om tanden mee te poetsen. De voorloper van tandpasta was tandpoeder. De oude Egyptenaren gebruikten een mengsel van as, mirte, gebroken eierschalen en gemalen puimsteen. Later werden tal van soortgelijke – en soms vreemdsoortige – middelen gebruikt, onder andere ook gemalen botjes. In 1824 ontwikkelde de Amerikaanse drogist John Peabody tandpoeder van zeep en glycerine dat dan met een stokje op de tanden werd aangebracht.
Het voordeel van tandpasta boven tandpoeder is, dat het gemakkelijk op de tandenborstel is aan te brengen.
Tandpasta werd voor het eerst geproduceerd in 1850, door de Amerikaan Washington Wentworth Sheffield. Deze werd gemaakt van zeep en kalk en aanvankelijk verkocht in een glazen pot ('Dr. Sheffields Creme'). In 1892 werd door Sheffield het bedrijf Beecham's opgericht dat de productie en verkoop van tandpasta krachtig toe deed nemen. Vanaf dat moment werd de tandpasta in tubes verkocht.
Rond 1936 werd in Nederland tandpasta vervaardigd in de Erdal-fabrieken te Amersfoort. Pas na de Tweede Wereldoorlog werd fluoride toegevoegd om tandbederf te voorkomen.

## Samenstelling van tandpasta
De volgende stoffen zitten in tandpasta:
- schuur- en polijstmiddelen (ter verwijdering van de tandplaque), zoals Al(OH)3. Voor het schuurmiddel worden ook wel kleine plastic bolletjes[2] gebruikt.
- humectantia (om uitdroging van de pasta te voorkomen);
- detergentia;
- bindmiddel;
- smaak- en zoetstoffen;
- conserveringsmiddelen;
- kleurstoffen;
- water;
- stoffen voor therapeutische- of esthetische doeleinden.

Voor tandpasta voor jonge kinderen en kinderen in de wisselfase worden vaak andere samenstellingen van minder agressieve grondstoffen gebruikt. Dat is nodig omdat melkgebitten andere bescherming behoeven dan de blijvende tanden en kiezen, en ook omdat jonge kinderen vaak (een deel van) de tandpasta tijdens het poetsen doorslikken (wellicht mede door een lekker zoete vruchtensmaak en een vrolijke kleur).
De meeste tandpasta's bevatten de zoetstof sacharine. Een steeds vaker toegepast ingrediënt is sorbitol. Sommige bestaan zelfs voor het grootste gedeelte uit sorbitol, gecombineerd met sacharine.

## Soorten tandpasta op basis van hun actieve stof
Verschillende soorten tandpasta worden gekenmerkt op basis van hun actieve stof.
- Fluortandpasta bevatten glazuurherstellende fluoride-ionen waardoor het tandglazuur zuurbestendiger wordt. Tandpasta voor volwassenen bevat vrijwel altijd fluoride; voor kinderen zijn er varianten met een verlaagde dosis en fluoridevrije tandpasta's. Op basis van het fluoridegehalte onderscheidt men:
  - Kindertandpasta (250 – 500 ppm fluoride). 
Per 19 januari 2009 dient er een verplichte waarschuwingstekst vermeld te worden op fluoride bevattende tandpasta’s voor kinderen tot en met 6 jaar. De tekst luidt: ‘Gebruik voor kinderen van zes jaar of jonger niet meer tandpasta dan de grootte van een erwt. Zorg dat ze zo weinig mogelijk tandpasta inslikken. Raadpleeg een (tand)arts als uw kind fluoride in een andere vorm gebruikt’.[3]
  - Normale tandpasta (1500 ppm fluoride)
  - Tandpasta met hoge fluorgehalte (tot meer dan 10000 ppm fluoride) (deze is enkel te gebruiken op tandartsvoorschrift)
- Tandvleesversterkende tandpasta, deze bevatten een hoge concentratie aan minerale zouten.
- Antibacteriële tandpasta, met als actieve therapeutische stof een antisepticum of antibacterieel agens zoals chloorhexidine, triclosan. Ze worden gebruikt bij gingivitis en parodontitis.
- Antitandplaque tandpasta, net als de antibacteriële tandpasta's bevatten deze bacterieremmende stoffen. Sommige tandpasta's maken gebruik van enzymen.
- Antitandsteen tandpasta, met als werkzame stoffen oplosbare pyrofosfaten of citraden
- Tandpasta voor gevoelige tanden, met als actieve bestanddeel strontiumchloride, kaliumnitraat of formaldehyde die de blootliggende dentinetubuli of dentinekanaaltjes afstoppen. Ook tandpasta's met zeer hoge fluorgehalte kunnen tandgevoeligheid verminderen.
- Tandpasta met blekende werking, deze tandpasta's bevatten natriumbicarbonaat.
- Homeopathische tandpasta, zijn tandpasta's die homeopathische middelen bevatten, geen menthol en meestal ook geen fluoride.
- Anti-aften tandpasta, deze bevatten geen natriumlaurylsulfaat

## Soorten tandpasta op basis van hun vorm
- Gel: hierin zijn alle bestanddelen opgelost in weinig water, zodat het een dikke substantie vormt.
- Pasta: hierin zijn sommige bestanddelen opgelost, maar anderen als zeer fijne vaste delen in weinig water gemengd.

Deze twee vormen zijn gelijkwaardig en hebben geen specifiek voordeel.

## Strepen

Zo worden de strepen aan de tandpasta toegevoegd

Sommige tandpasta's bevatten gekleurde strepen. Om dit in de tube niet te laten vermengen moet de pasta of gel vrij viskeus zijn en dienen de verschillende delen exact dezelfde dichtheid te hebben. Het eerste zorgt ervoor dat de pasta's niet mengen bij schudden, het tweede sluit de invloed van de zwaartekracht uit.

## Gebruik
In tegenstelling tot wat veel (reclame)afbeeldingen willen doen geloven is de hoeveelheid van een erwt voldoende om de tanden mee te poetsen.